# Tawila (Gattung)
Tawila ist eine Gattung der Filarien. Die Parasiten befallen Primaten.

## Merkmale
Tawila hat die Merkmale der Onchocercinae. Die Kutikula ist glatt. Die Deiriden sind gut entwickelt. Der Ösophagus ist untergliedert. Die beiden Spicula unterscheiden sich deutlich. Es gibt zahlreiche, große Kaudalpapillen, von denen sechs Paare vor der Kloake liegen. Die Vulva befindet sich nahe des hinteren Endes des Ösophagus.

## Systematik
Nach Hodda (2022) gehören zur Gattung 14 Arten, das Interim Register of Marine and Nonmarine Genera weist aber nur eine Art – Tawila tawila Khalil, 1932 – aus.